# Another Voice
Another Voice — восьмой студийный альбом хардкор-панк-группы Agnostic Front, выпущенный 22 ноября 2004 года на лейбле Nuclear Blast Records (в США в январе 2005).
Another Voice знаменует собой возвращение к кроссовер-трэшу, который они играли в 1986—1992 годах.

## Список композиций
| №                   | Название                     | Длительность |
| ------------------- | ---------------------------- | ------------ |
| 1.                  | «Still Here»                 | 2:25         |
| 2.                  | «All Is Not Forgotten»       | 1:54         |
| 3.                  | «Fall of the Parasite»       | 1:16         |
| 4.                  | «Pride, Faith, Respect»      | 1:36         |
| 5.                  | «So Pure to Me»              | 2:00         |
| 6.                  | «Dedication»                 | 2:46         |
| 7.                  | «Peace»                      | 2:19         |
| 8.                  | «Take Me Back»               | 1:35         |
| 9.                  | «Hardcore! (The Definition)» | 2:19         |
| 10.                 | «Casualty of the Times»      | 2:05         |
| 11.                 | «No One Hears You»           | 1:38         |
| 12.                 | «I Live It»                  | 2:11         |
| 13.                 | «It's for Life»              | 1:37         |
| 14.                 | «Another Voice»              | 4:32         |
| Общая длительность: | Общая длительность:          | 27:43        |